# Пібері

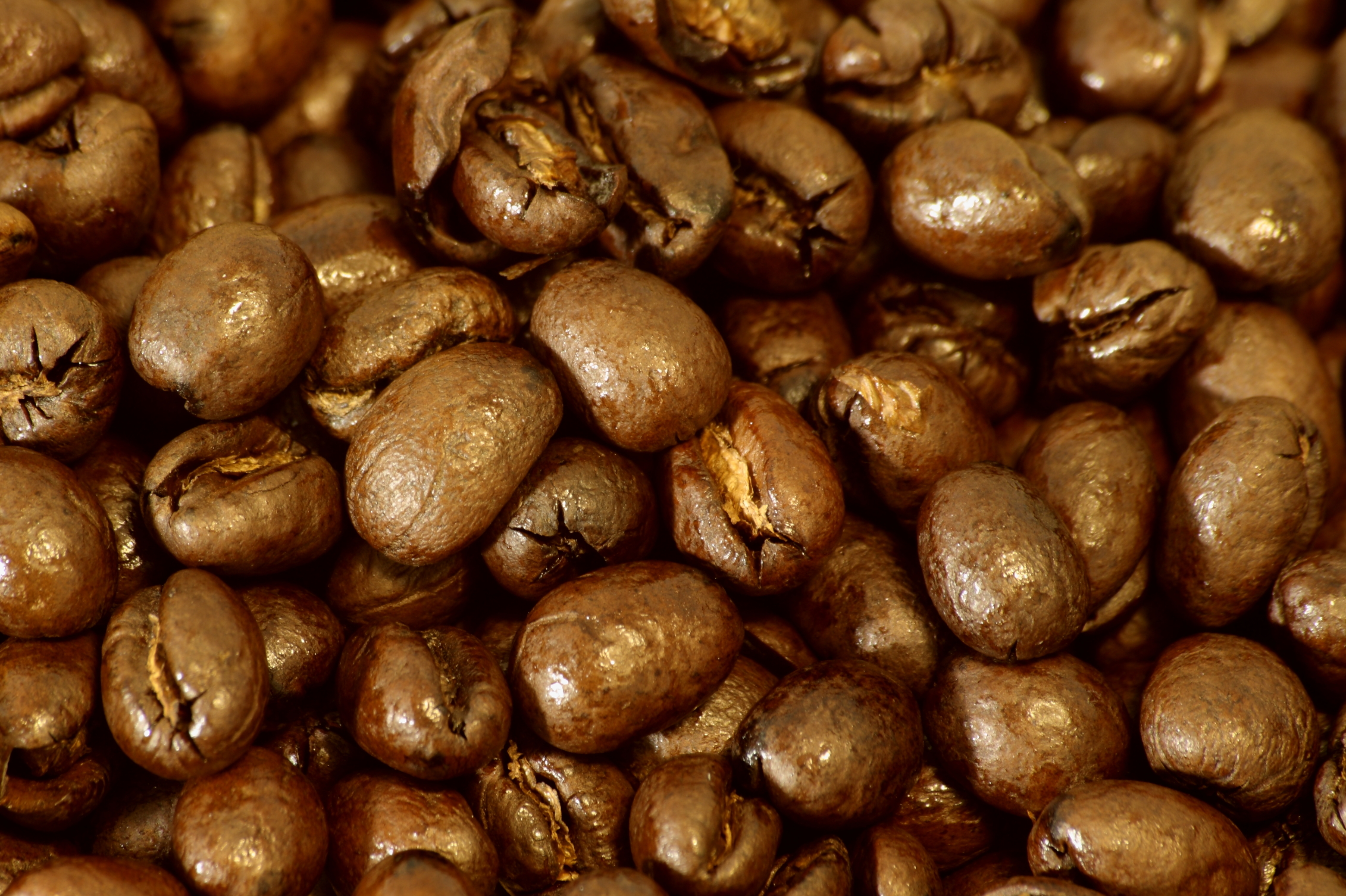
Підсмажені зерна пібері

Пібері (англ. peaberry; PB), або караколь (ісп. caracol, укр. равлик) — різновид кавового зерна, який характеризується нетиповою формою (зовні нагадує горох, через що він і отримав таку назву), а також тим, що у кавових плодах міститься в одному екземплярі (звичайний кавовий плод має два зерна). На відміну від стандартних кавових зерен, які мають сплюснуту форму, зерна пібері за формою подібні до овалу. Таку особливість розвитку мають близько 5% усіх кавових зерен.
Пібері зустрічається, в тому числі, у танзанійській каві та каві сорту Кона (Гаваї).

## Обсмаження
Пібері відокремлюються та обсмажуються окремо від звичайних кавових зерен — це робиться для забезпечення якісного обсмаження цього типу кавових зерен. Через округлу форму та малу кількість гострих країв пібері легше перекочуються під час обсмаження, внаслідок чого температурна обробка виходить більш рівномірною. Готові зерна пібері мають смак, відмінний від стандартних кавових зерен одного й того ж врожаю.

## Цінність
Щодо смакових якостей пібері немає одностайної думки серед експертів, нерідко вони оцінюють їх діаметрально протилежно. Проте загальна цінність пібері як окремого різновида кави є високою, оскільки відсоток його досить малий і коливається в межах 5—10% (в залежності від країни походження; найбільший відсоток (10%) пібері має кава Танзанії). В Австралії працює кав'ярня, що використовує як сировину виключно зерна пібері, роблячи ставку на їхню рідкісність та, відповідно, цінність. Для експертів феномен цінності пібері залишається загадкою.

## Міфи
Існує ряд міфів, пов'язаних із зернами пібері:
- пібері формуються виключно на кінцях гілок;
- відсоток пібері залежить від кількості опадів (чим більше опадів, тим більший відсоток пібері);
- пібері — два окремих зерна, що зрослися.

Однак насправді формування зерен пібері не залежить ані від місця розташування, ані від кількості опадів. Третій міф ґрунтується на тому, що пібері плутають з дефектом «вухо слона», ознакою якого є зрощення кавових зерен.
Існує також хибне твердження, згідно з яким пібері є дефектом кавових зерен. Насправді цей різновид є лише генною мутацією зерна, тобто застосування до нього терміна «дефект» некоректне.

## Поширення
Наявність пібері характерна для кавових зерен з усіх регіонів. Найбільший відсоток їх припадає на Танзанію (10%), значна кількість пібері зустрічається також у кавових зернах Кенії та Гаваїв. У середньому відсоток пібері від загальної кількості кавових зерен коливається від 5—6 до 10%.